# Oskar Sigmund
Oskar Sigmund (* 13. August 1919 in Karlsbad; † 19. April 2008 in Regensburg) war ein deutscher Komponist, Organist und Musikwissenschaftler.

## Leben
Oskar Sigmund wuchs in Böhmen auf. Sein Onkel war der Kapellmeister und Komponist Paul Sigmund (1892–1970). Nach der Vertreibung wurde Oskar Sigmund 1945 Dozent an der Kirchenmusikschule (heute: Hochschule für katholische Kirchenmusik und Musikpädagogik) in Regensburg. Von 1973 bis zur Pensionierung 1983 war er dort stellvertretender Direktor.
Im Mittelpunkt des kompositorischen Schaffens von Oskar Sigmund steht die Orgelmusik. Darüber hinaus schrieb er auch Klavier- und Orchesterstücke, Kammermusik und Lieder.

## Kompositionen (Auswahl)

### Orgelwerke
- Fantasie und Fuge über „Eine feste Burg ist unser Gott“ (1977)
- Fantasie und Fuge (1981)
- Toccata und Fuge Nr. 4 (1984)
- Variationen und Fuge über eine koreanische Volksmelodie (1989)
- Fantasia, Adagio e Fuga (1990)
- Fantasie und Fuge über „Wenn ich einmal soll scheiden“ (1992)
- Introduktion, Passacaglia und Fuge (1992)
- Variationen und Fuge über das französische Lied «Est-ce Mars?» (1993)
- Partita „O Ewigkeit, du Donnerwort“ (1993)
- Partita „Freu dich sehr, o meine Seele“ (1994)
- Fantasie und Fuge über russisch-orthodoxe Themen (1994)
- Symphonische Musik (1995)
- Phantasie (1996)
- In Memoriam (1997). Toccata, Variationen und Fuge über ein Thema von Theodor Veidl
- Fantasie und Fuge über ein Thema von Anton Bruckner
- Orgelzyklus In memoriam Johannes Kepler

### Vokalkompositionen
- Chorwerke, u. a.: Missa Christo canamus Principi
- Fünf Lieder für Bariton und Klavier. Texte: ?
- Der 93. Psalm
- Der 130. Psalm für Sopran und Orgel
- Unter der Kuppel des Lichts für Sopran und Orgel. Texte: Margarete Müller-Henning
- Praeludium, Arioso und Fuge (2002) für Sopran und Orgel

### Klavier-, Kammer- und Orchestermusik
- Sonatine für Klavier
- Bläserquintette:
  - 1. Bläserquintett für Flöte, Oboe, Klarinette, Horn und Fagott (1957)
  - 2. Bläserquintett für Flöte, Oboe, Klarinette, Horn und Fagott (1964)
- Suite für Cembalo
- Variationen und Fuge über eine russische Volksmelodie für Klavier und Orchester
- Divertimento über chinesische Volksmelodien

## Auszeichnungen
- 1965 Kulturpreis Ostbayern
- 1991 Verdienstorden der Bundesrepublik Deutschland